# Lemonia balcanica
Lemonia balcanica là một loài bướm đêm thuộc họ Lemoniidae. Nó được tìm thấy ở Balkan.
Sải cánh dài 20–21 mm. The moth gặp ở tháng 9 đến tháng 10 tùy theo địa điểm.
Ấu trùng ăn Taraxacum, Leontodon và Hieracium.